# Skörven
Skörven är en sjö i Ljusdals kommun i Hälsingland och ingår i Delångersåns huvudavrinningsområde. Sjön har en area på 0,302 kvadratkilometer och ligger 279,1 meter över havet. Sjön avvattnas av vattendraget Ulvasån.

## Delavrinningsområde
Skörven ingår i det delavrinningsområde (689095-151219) som SMHI kallar för Utloppet av Skärken. Medelhöjden är 311 meter över havet och ytan är 3,9 kvadratkilometer. Räknas de 5 avrinningsområdena uppströms in blir den ackumulerade arean 23,61 kvadratkilometer. Ulvasån som avvattnar avrinningsområdet har biflödesordning 2, vilket innebär att vattnet flödar genom totalt 2 vattendrag innan det når havet efter 111 kilometer. Avrinningsområdet består mestadels av skog (77 procent). Avrinningsområdet har 0,3 kvadratkilometer vattenytor vilket ger det en sjöprocent på 7,7 procent.